# William Larned
William "Bill" Augustus Larned (30. prosince 1872, Summit, New Jersey – 16. prosinec 1926, New York, New York) byl americký tenista, jeden z nejlepších amerických hráčů historie tenisu. Sedmkrát zvítězil ve dvouhře na US Championships, poslední titul získal v roce 1911 ve věku třiceti osmi let, osmi měsíců a tří dní, což z něj činí historicky nejstaršího šampiona mužské dvouhry na US Open. V letech 1892–1911 byl v první desítce tenistů USA. V roce 1898 se zúčastnil španělsko-americké války.
Dne 16. prosince 1926 spáchal sebevraždu zastřelením. Roku 1956 byl posmrtně uveden do Mezinárodní tenisové síně slávy.

## Finálová utkání na Grand Slamu

### Vítězství – dvouhra (7)
| Rok  | Turnaj                | Finalista          | Výsledek                |
| 1901 | US Chamionships       | Beals Wright       | 6-2, 6-8, 6-4, 6-4      |
| 1902 | U.S. Chamionships (2) | Reginald Doherty   | 4-6, 6-2, 6-4, 8-6      |
| 1907 | U.S. Chamionships (3) | Robert LeRoy       | 6-2, 6-2, 6-4           |
| 1908 | U.S. Chamionships (4) | Beals Wright       | 6-1, 6-2, 8-6           |
| 1909 | U.S. Chamionships (5) | William Clothier   | 6-1, 6-2, 5-7, 1-6, 6-1 |
| 1910 | U.S. Chamionships (6) | Thomas Bundy       | 6-1, 5-7, 6-0, 6-8, 6-1 |
| 1911 | U.S. Chamionships (7) | Maurice McLoughlin | 6-4, 6-4, 6-2           |

### Finalista – dvouhra (2)
| Rok  | Turnaj            | Vítěz           | Výsledek           |
| 1900 | U.S. Chamionships | Malcolm Whitman | 6-4, 1-6, 6-2, 6-2 |
| 1903 | U.S. Chamionships | Hugh Doherty    | 6-0, 6-3, 10-8     |

## Davisův pohár
V letech 1902–1912 se zúčastnil osmi zápasů za daviscupový tým Spojených států amerických s bilancí devíti výher a pěti proher ve dvouhře, k utkáním do čtyřhry nenastoupil.